# Schwager

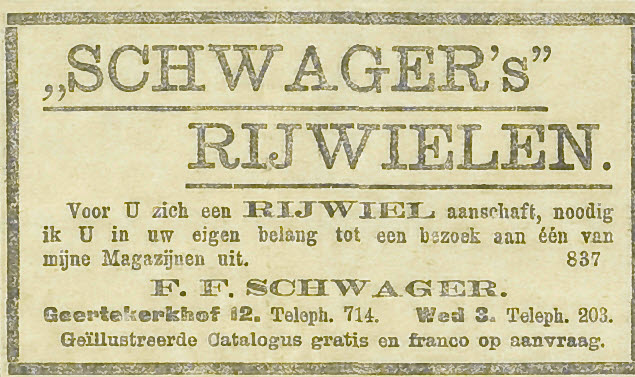
Krantenadvertentie uit 1908.

Schwager is een Nederlands historisch merk van fietsen en motorfietsen.
Dit was een fabriek die gevestigd was in Utrecht (Geertekerkhof 12 en 13) en die in 1903 bezig was met de ontwikkeling van een motorfiets met een eigen motorblok.